# Конюшина (яйце Фаберже)
Імператорське великоднє яйце «Конюшина» (інша назва «Ажурне») — ювелірний виріб фірми Фаберже, виготовлений на замовлення російського імператора Миколи II у 1902 році. Було подароване імператором дружині Олександрі Федорівні на Великдень. Вважається одним із найкращих у світі витворів ювелірного мистецтва.

## Характеристика
Яйце «Конюшина» виконане в стилі Арт Нуво. Його форму утворює мережевий візерунок зі стеблин і листя конюшини. Частина листя заповнена світло-зеленою прозорою емаллю, деякі листки — дрібними алмазами. Між листя в'ються тоненькі стрічки, викладені рубінами. По краю між верхньою і нижньою половинками яйця, що вміло прихований розміщенням листя, йде ажурний ободок із зображеннями імператорської корони, дати «1902» і монограми імператриці Олександри Федорівни.
Яйце стоїть на витонченій золотій підставці з трьома ніжками і дужками із плавно вигнутих стеблин. Невеличка застібка всередині яйця імовірно тримала на місці сюрприз.

### Сюрприз
Сюрприз був загублений в роки революції. Згідно з архівними документами, це був чотирилисник конюшини, який прикрашали 23 великих діаманти, з чотирма мініатюрними портретами чотирьох дочок імператорського подружжя.

## Зберігання
Яйце «Конюшина» є одним із небагатьох яєць Фаберже, які ніколи не залишали межі Росії. З 1933 року воно зберігається в Державних музеях Московського Кремля. Через тендітність його не перевозять для експозиції в інших місцях.